# Chuối ngự

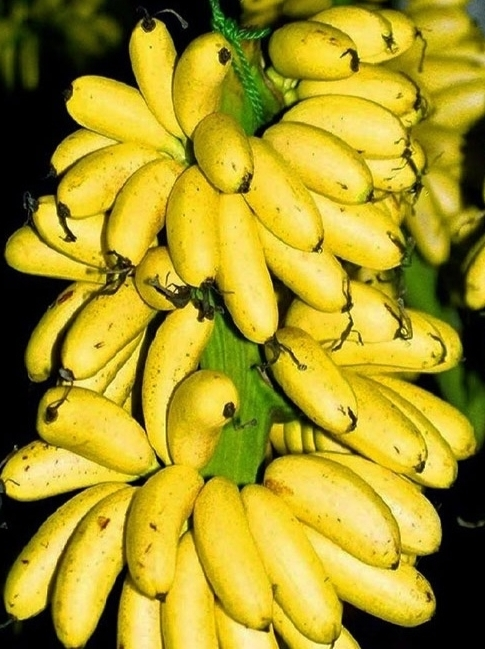
Chuối ngự Đại Hoàng

Chuối ngự là giống chuối trồng đặc sản có nguồn gốc từ làng Đại Hoàng, xã Hòa Hậu, huyện Lý Nhân, tỉnh Hà Nam. Tên gọi chuối ngự có từ thời nhà Trần, do đây từng là cống phẩm tiến vua. Chuối ngự khi chín sai quả, màu vàng đẹp, hương thơm, vị ngọt. Nếu trồng ở đất nơi khác, dù là ở quanh vùng, cũng không đạt chất lượng như tại làng Đại Hoàng. Hình ảnh vườn chuối ngự xuất hiện khá nhiều trong tác phẩm văn học của nhà văn Nam Cao, ví dụ: Chí Phèo, khi ông miêu tả bối cảnh làng quê. Sản phẩm "chuối ngự Đại Hoàng" đã được Bộ Khoa học và Công nghệ Việt Nam cấp chỉ dẫn địa lý số 00017 cho khu vực các xã: Hòa Hậu, Tiến Thắng.

## Lịch sử và tên gọi
Chuối ngự có nguồn gốc trồng trọt tại làng "Đại Hoàng", xã Hòa Hậu, huyện Lý Nhân, tỉnh Hà Nam (xưa là phủ Lý Nhân). Ngôi làng này vốn là quê hương nhà văn Nam Cao đồng thời cũng là nguyên mẫu của làng "Vũ Đại" trong tác phẩm Chí Phèo của ông. Theo sách sử địa phương, một lần vua nhà Trần cùng đoàn tùy tùng xuôi thuyền từ kinh thành Thăng Long về hành cung Thiên Trường để yết kiến Thái Thượng hoàng. Khi đến ngã ba Tuần Vường, phủ Lý Nhân, nhà vua cùng phái đoàn đã dừng thuyền nghỉ chân. Tại đây, một cặp vợ chồng nông dân ở làng Đại Hoàng dâng cống lên vua một giống chuối địa phương. Vua dùng thử và cảm nhận vị ngon, đã ban thưởng cũng như truyền lệnh cho dân địa phương nhân giống gieo trồng. Từ đó, chuối làng Đại Hoàng trở thành cống phẩm tiến vua, được mang tên "chuối ngự", trở thành món tráng miệng sau khi ngự thiện (vua dùng bữa). Triều đại nhà Trần, nhà Hậu Lê đóng đô ở thành Thăng Long, vận chuyển chuối ngự tiến cống bằng thuyền tương đối dễ dàng. Nhưng đến triều nhà Nguyễn đóng đô ở Huế, có vị trí khá xa so với làng Đại Hoàng, người dân vận chuyển phải dùng ngựa để thồ chuối. Mỗi con ngựa chỉ thồ được hai buồng, mỗi buồng phải dùng lá tươi bọc kỹ. Đến triều vua Tự Đức đã bỏ lệ tiến cống do chiến tranh loạn lạc.
Theo quan niệm của người dân địa phương, vào dịp lễ tết, dâng cúng nải chuối ngự tiến vua lên bàn thờ gia tiên là biểu tượng cho năm mới đầy đủ. Do chuối ngự có vẻ ngoài sáng đẹp, hương vị thơm ngon và đặc biệt có lịch sử văn hoá tốt đẹp. Giống chuối này cũng từng được đem đi trồng ở nhiều vùng khác nhau, mặc dù ra quả cũng có hình dáng tương tự nhưng vị không ngon và hương không thơm như chuối ngự trồng tại Đại Hoàng.

## Mô tả
Chuối ngự cao trung bình 2,6 m. Thân cây gầy có chu vi là 51,33 cm. Cây có khoảng 31 lá, màu xanh vàng, mọc đứng, dài hẹp, góc lá lệch (hai phiến không bằng nhau), cuống lá khép kín. Buồng chuối ngắn, hình trụ, có từ 5 đến 8 nải, có chiều dài từ 45 cm đến 100 cm. Quả chuối khi chín có vỏ mỏng, màu vàng sáng đẹp, dáng nhỏ, hơi tròn, đầu múp, có râu. Quả thường ngắn, chiều dài khoảng 8 đến 10 cm, đường kính từ 1,5 đến 2 cm.
Chuối ngự có ba loại là:
- Chuối ngự trắng: khi chín vỏ vàng tươi, sáng bóng, quả to, dáng hơi tròn, thịt quả vàng, thơm.[6][9][14]
- Chuối ngự trâu: khi chín vỏ vàng nhạt, quả to, thịt quả vàng nhạt, không hương thơm.[6][9][14]
- Chuối ngự mít: khi chín vỏ mỏng và vàng đậm, quả nhỏ, dáng thon, thịt quả vàng hơi hồng, hương thơm ngát.[6][9][14]

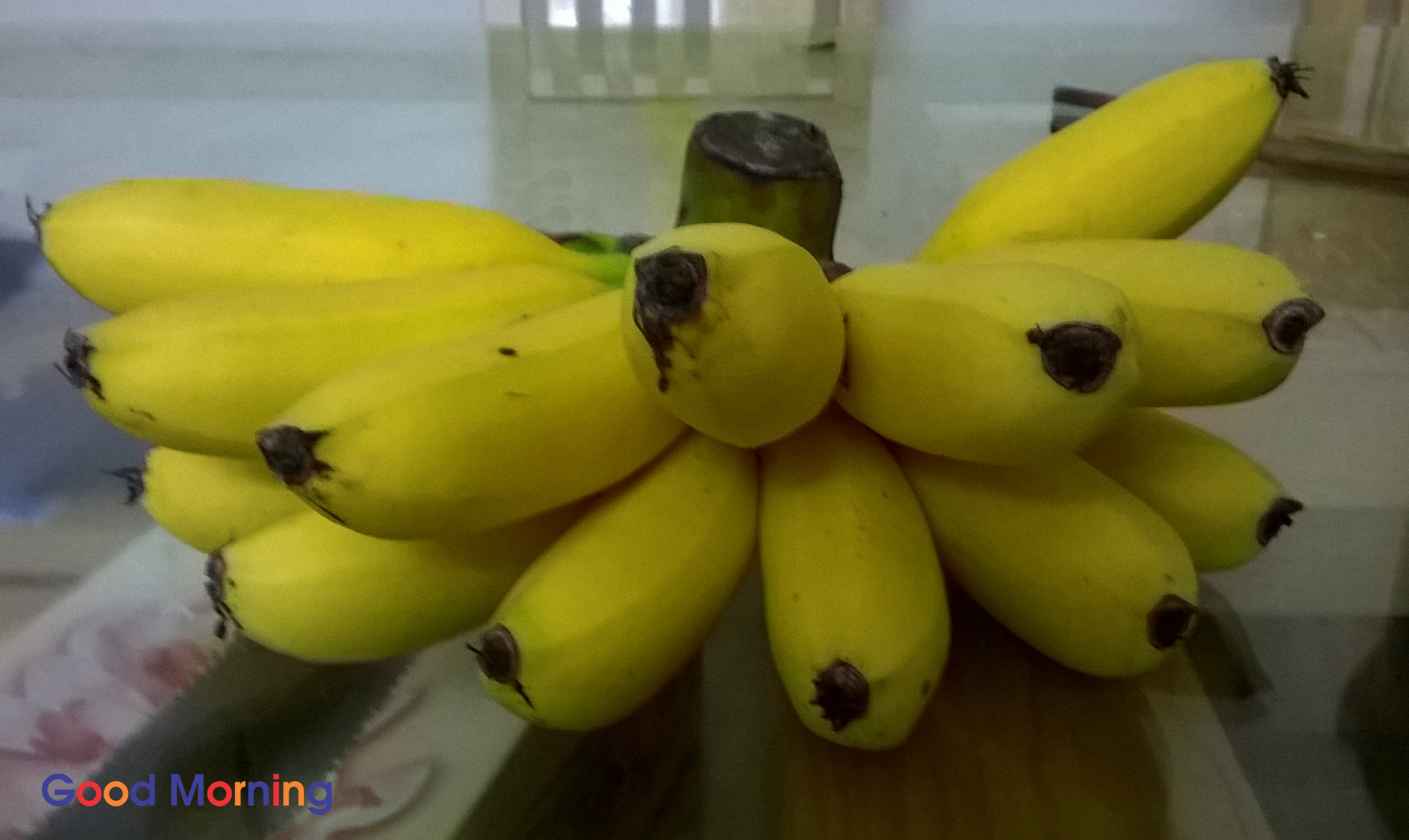
Một nải chuối ngự tại làng Đại Hoàng

## Sinh thái
Chuối ngự có thời gian sinh trưởng là 10 tháng. Nhiệt độ sinh trưởng bình thường của cây từ 15 °C đến 35 °C, dưới 15 °C hoặc trên 35 °C sẽ khiến chuối sinh trưởng kém. Nhiệt độ thích hợp nhất là từ 26 °C đến 28 °C. Chuối ngừng sinh trưởng khi nhiệt độ xuống dưới 11 °C, giảm xuống thấp hơn sẽ chết cây. Lượng nước cần thiết hàng tháng từ 120 đến 150 mm, cả năm khoảng 1500 – 2000 mm.
Chuối ngự thích hợp với đất cát pha hoặc đất phù sa ven sông suối, thoát nước và giữ ẩm tốt, có nhiều đạm và kali. Độ pH thích hợp nhất là từ 6 đến 7,5. Đất trồng cần có kết cấu nhẹ, tơi xốp, giàu mùn. Ngoài thổ nhưỡng thích hợp thì khí hậu gió mùa cũng là điều kiện thuận lợi để chuối ngự sinh trưởng và phát triển.

## Trồng trọt

### Kỹ thuật
Thời vụ thích hợp trồng chuối ngự là vụ xuân từ tháng 2 đến tháng 3 hoặc vụ thu từ tháng 8 đến tháng 10. Trồng lúc thời điểm này sẽ giúp cây bén rễ nhanh, tỷ lệ sống cao, nhưng nếu vào vụ thu khi ra hoa dễ gặp rét dẫn đến năng suất thấp. Vì thế, nếu trồng vụ thu cần lựa chọn giống tốt, khỏe mạnh.
Cày đất sâu 30 – 40 cm, bừa kỹ, dọn sạch cỏ, đào hố sâu 30 đến 40 cm, rộng 50 – 60 cm. Bón lót mỗi hố 10 – 15 kg phân chuồng hoại mục, 0,2 kg supe lân cùng 0,1 kg kali sulfat hoặc kali chloride trộn đều với phân và lớp đất mặt rồi lấp hố lại. Khoảng cách giữa các hàng từ 2,5 đến 3 m, khoảng cách cây từ 1,5 đến 2,5 m. Mật độ trồng 2000 đến 2500 cây/ha, theo cách trồng hàng đơn, hàng đôi. Chọn cây chuối giống cao khoảng 40 cm đến 50 cm, không bị sâu bệnh. Khi đặt cây con vào hố lấp đất vừa quá cổ gốc và nén chặt, không lấp quá sâu. Đặt tất cả mặt cắt về một phía để khi ra hoa, buồng chuối hướng về phía đối diện với mặt cắt của củ, tiện cho chăm sóc và thu hoạch.
Chuối ngự rất cần nước để giữ ẩm cho cây, cho các thời kỳ sinh trưởng, nhất là lúc phân hoá mầm, ra hoa, kết quả. Do đó cần chú ý giữ ẩm, chống hạn cho chuối trong mùa khô và chống úng trong mùa mưa lũ. Mỗi ngày tưới một lần cho đến khi bén rễ.
Trồng chuối ngự không ưa bón phân tươi. Phân đạm chỉ bón vào thời gian đầu, nếu bón vào lúc cây đang trổ hoa đậu quả sẽ dễ gây nứt vỏ và quả chuối không giữ được màu sắc, phẩm chất nguyên bản. Lượng phân cho một cây hàng năm là: 150 - 200 g đạm urê + 250 - 500 g supe lân + 400 - 540 g kali sulfat. Liều lượng phân đó chia ra 2 kỳ để bón. Kỳ đầu bón sau khi trồng, cây non xanh, với vườn chuối cũ thì bón sau mùa đông đến trước khi cây bắt đầu sinh trưởng lại. Kỳ sau bón ở giai đoạn cây sinh trưởng mạnh, chuẩn bị bước vào thời kỳ phân hoá mầm. Phân đạm bón nông hoặc pha nước loãng tưới cây. Phân lân và kali nên trộn lẫn với phân chuồng cùng bón. Cũng có thể dùng bùn ao, sông phơi khô bón cây.
Nếu đã trồng dày thì mỗi gốc chỉ nên để một cây con thay cây mẹ, nếu trồng thưa thì để 2 cây con trên một gốc. Trong quá trình trồng, nên cắt tỉa bớt những cây chuối con và còi cọc, chỉ giữ lại cây khỏe mạnh để tập trung dinh dưỡng phát triển. Khi chuối trổ hoa, mỗi buồng chỉ nên giữ từ 8-10 nải. Nên cắt hoa vào buổi trưa, sau đó phun thuốc trừ nấm một lượt rồi dùng túi nilon bọc buồng chuối lại để phòng trừ sâu bệnh, khi chín quả đẹp. Cũng nên bảo vệ các tua râu cho đến khi quả chín.

### Sâu bệnh
Chuối ngự thường dễ gặp các loại sâu hại chuối như: sâu vòi voi, bọ nét, bọ vẽ. Phòng trừ sâu hại bằng cách làm vệ sinh vườn, bắt sâu trưởng thành theo cách buổi tối đặt bẫy bằng khúc thân tại gốc chuối, đến sáng sâu bị tiêu diệt. Có thể dùng các loại thuốc hạt như Furadan 3G hay Basudin 5H rải vùi sâu gần gốc cây. Nên dùng Padan và Actara tưới vào gốc chuối và nách lá vào buổi chiều. Ngoài ra có thể phun Sherpa, Trebon, Decamethirin 01- 0,15% Dipterex diệt bọ theo khuyến cáo trên bao bì.
Chuối ngự còn dễ nhiễm các bệnh hại như đốm lá, khảm lá, chùn đọt. Khi mắc bệnh cần loại bỏ cây bị nhiễm, giữ lại cây khoẻ mạnh. Bón phân đầy đủ cân đối cho cây ổn định phát triển. Nếu chuối mắc bệnh đốm lá do nhiễm nấm, thường hại từ lá già sang lá non khiến cho số lá xanh trên cây giảm dẫn đến năng suất giảm. Người trồng cần cắt lá khô đem đốt, vệ sinh vườn sạch sẽ. Phun hỗn hợp Bordeaux định kỳ nồng độ 2%, có thể dùng Benlate, Maneb hay Derosal theo khuyến cáo trên bao bì. Bệnh chùn đọt (còn gọi là bệnh chuối rụt) do rệp chuối gây ra. Khi nhiễm sẽ khiến cây ngày càng nhỏ, ngắn, khó khăn ra hoa, nếu đậu quả thì cũng dị dạng, quả nhỏ và không ăn được. Hiện tại chưa thể chữa khỏi bệnh này, chỉ nên loại bỏ khỏi vườn, xử lý đất rồi trồng lại.

### Thu hoạch
Trung bình, mỗi cây chuối cho thu hoạch 2 buồng/năm. Thu hoạch chuối ngự sau khoảng 2 tháng tính từ lúc ra hoa. Tiêu chí căn cứ để thu hoạch quả chuối gồm độ trơn, tròn đều, không góc cạnh, hoặc khi vỏ chuối chuyển từ xanh sang xanh nhạt, thịt quả từ trắng sang trắng hồng. Cũng có thể dựa theo thời gian từ ra hoa đến thu hoạch thường khoảng 45 ngày đến 60 ngày. Tuy nhiên, thu hoạch chuối lúc non hay chín còn căn cứ vào nhu cầu thị trường và khoảng cách vận chuyển. Nếu thị trường ở xa nơi trồng thì độ chín đạt khoảng 65 - 75%, nếu tiêu thụ tại chỗ thì độ chín đạt 85 - 95%. Khi cắt buồng cũng nên tạo dáng, không để cuống buồng quá dài mà cần độ cong như hình gọng ô. Hình dạng buồng chuối cũng là một trong những tiêu chuẩn đánh giá chất lượng.

## Thương mại
Chuối ngự được xác định là giống quý hiếm, có chất lượng dinh dưỡng cao nên dự án Bảo tồn gen quý hiếm của Quỹ Môi trường toàn cầu (GEF/SGP-UNDP) đã tài trợ thực hiện dự án bảo tồn giống chuối này và phát triển thành một vùng chuyên canh trồng trọt đặc sản. Nhu cầu tiêu thụ chuối ngự trong nước cũng như xuất khẩu này ngày càng tăng, dẫn đến nhu cầu trồng trọt, sản xuất ngày càng cao. Nghiên cứu nhân giống in vitro chuối ngự góp phần bảo tồn và phát triển nhanh chóng nguồn gen chuối quí hiếm của Việt Nam. Theo kết quả nghiên cứu, sau 28 ngày trồng trên giá thể cát và được tưới dung dịch nano bạc 4 ppm hai ngày một lần vào buổi sáng và chiều tối, cây chuối ngự in vitro hoàn chỉnh có tỉ lệ sống 100%, mọc 4,2 lá mới/cây, chiều cao trung bình đạt 8,63 cm.
Sản phẩm "chuối ngự Đại Hoàng" đã được Bộ Khoa học và Công nghệ Việt Nam cấp chứng nhận đăng ký chỉ dẫn địa lý số 00017 cho khu vực các xã Hòa Hậu và Tiến Thắng, tại tỉnh Hà Nam. Sau khi cấp chứng nhận, giá bán chuối ngự Đại Hoàng đã tăng từ 100 đến 130%. Không những thế, chuối ngự tiến vua còn được cấp giấy chứng nhận nhãn hiệu tập thể. Năm 2012, chuối ngự lọt vào top 50 trái cây đặc sản nổi tiếng Việt Nam. Trồng chuối ngự đã khiến kinh tế của người dân phát triển tốt. Hiện tại, diện tích trồng đạt trên 300 ha, giá trị đạt từ 100-120 triệu/ha/năm. Mỗi năm, vào dịp Tết Nguyên Đán, thương lái khắp nơi lại tấp nập đổ về làng Đại Hoàng để thu mua chuối ngự, đa số phải đặt hàng trước từ lúc chuối còn xanh trên cây, thậm chí từ khi chuối mới trổ hoa. Giá bán bình thường khoảng vài chục nghìn đồng một nải, nhưng đến khi cận Tết giá tăng lên vài lần, thậm chí lên đến cả trăm nghìn đồng mỗi nải. Đôi khi, những buồng chuối đẹp mắt, sai quả, dày nải có giá lên đến cả triệu đồng.